# Annanhead Hill

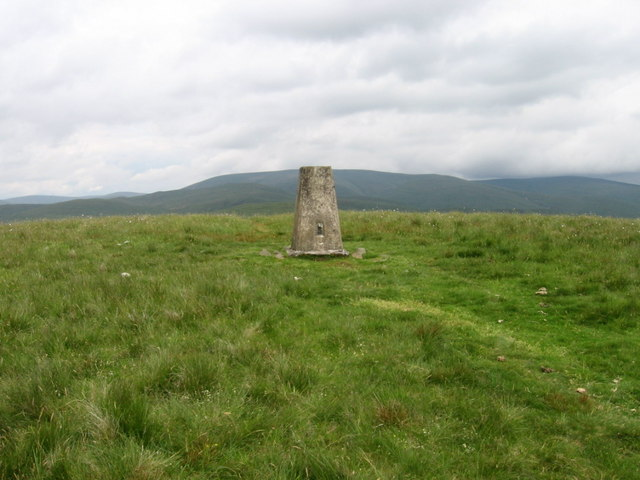
Vértice geodésico S5678 em Annanhead Hill

Annanhead Hill é um pico de 478 metros (1.568 ft) nos montes de Moffat na Escócia.  Encontra-se entre a fronteira escocesa e Dumfries and Galloway, a 9 quilômetros (5,6 milhas) ao norte de Moffat, no Southern Uplands.
Annanhead é uma das quatro colinas que cercam a depressão Devil's Beef Tub, e é a cabeceira do rio Annan.
A colina é atravessada pela trilha de caminhada Annandale Way criada em 2009.